# Песма Евровизије 1956.
Песма Евровизије 1956. је први по реду избор за Песму Евровизије. У организацији Европске радиодифузне уније (ЕБУ) и домаћина емитера Швајцарске радиодифузне корпорације (SRG SSR) и Radiotelevisione svizzera (RSI), такмичење, првобитно названо Велика европска награда такмичења за песму Евровизије 1956. (фр. Grand Prix Eurovision de la Chanson Européenne 1956), одржано је у четвртак 24. маја 1956. у Курсал театру у Лугану, у Швајцарској, а водитељ је био швајцарски телевизијски водитељ Лохенгрин Филипело, што је до данас једини пут да је такмичење водио соло мушки водитељ.
Инспирисан пре свега италијанским музичким фестивалом у Санрему, који се одржава сваке године од 1951. године, концепт телевизијског такмичења за најбољу европску песме, који је првобитно предложила италијанска телевизија Раи, формулисао је ЕБУ комитет на челу са швајцарским емитером и извршним директором Марселом Безенсоном. Након одобрења на Генералној скупштини ЕБУ-а 1955. године, договорена су правила и структура такмичења. Неколико правила која су коришћена у овом првом такмичењу ће касније бити измењена за будућа издања, и то остаје једино издање у којем је свака земља била представљена са две песме, са само соло извођачима дозвољеним да се такмиче, и процесом гласања који је одржан у тајности и где су жирији могли да гласају за песме из своје земље.
У инаугурационом издању такмичења учествовало је седам земаља, а први победник је била земља домаћин Швајцарска, са песмом Refrain у извођењу Лис Асије. Резултат је одредио окупљени жири састављен од по два жирија из сваке земље, при чему је сваки члан жирија рангирао сваку песму између 1 и 10 поена. На крају догађаја проглашени су само победничка земља и песма, а резултати преосталих учесника нису познати. Иако је емитован на телевизији и радију преко мреже Евровизије у десет земаља, није познато да ли постоји сачуван видео снимак догађаја, а једини доступни видео снимак је реприза извођења независног архивара. Већина емитовања је, међутим, доступна у аудио формату.

## Порекло
Европска радиодифузна унија (ЕБУ) формирана је 1950. године међу 23 организације са циљем да омогући креативну сарадњу и размену телевизијских програма. Реч „Евровизија“ је први пут употребљена као телекомуникациони термин у Уједињеном Краљевству 1951. године, у вези са програмом Британске радиодифузне корпорације (BBC) који је преносила холандска телевизија, а касније је коришћена као наслов за нову преносну мрежу Уније након њеног стварања 1954. Након формирања ЕБУ-а, низ значајних догађаја преношен је кроз њене мреже у неколико европских земаља, укључујући Белгију, Француску, Западну Немачку, Холандију и Уједињено Краљевство. Серија међународних програма размене је потом организована за 1954. годину, при чему је ова „европска телевизијска сезона“ преношена уживо широм Европе преко мреже Евровизије.
Након ове серије емитовања, у оквиру ЕБУ-а је основан „Програмски комитет“ који је сваке године истраживао нове иницијативе за сарадњу између емитера, а Марсел Безенсон из Швајцарске радиодифузне корпорације (SRG SSR) служио је као први председник комитета. Овај комитет се сложио да проучи концепт за ново телевизијско такмичење европских песама током састанка у јануару 1955. године, концепт који је првобитно предложила италијанска телевизија РАИ и инспирисана музичким фестивалом у Санрему, који се одржава сваке године од 1951. Ново европско такмичење је касније одобрено на годишњој Генералној скупштини ЕБУ-а у октобру 1955. године, што је довело до стварања Велике награде Европе.

## Локација
Прво такмичење за песму Евровизије одржано је у Лугану, у Швајцарској; земљи је додељено домаћинство такмичења у октобру 1955. на Генералној скупштини ЕБУ-а након понуде Швајцарске радиодифузне корпорације (SRG SSR) да организује догађај. Поред тога, Швајцарска је била логичан избор из техничке перспективе за домаћинство онога што је био експеримент у директним, симултаним, прекограничним преносима, пошто је њена географска централна локација у Европи омогућила емитовање широм континента, као и то што је земља домаћин седишта ЕБУ-а.
Узимајући инспирацију из италијанског музичког фестивала у Санрему и Међународног фестивала песме у Венецији, сличног такмичења песама које је организовао ЕБУ, одржаног 1955. године и емитованог на радију, Лугано у кантону Тичино изабран је за први град домаћин од стране SRG SSR, са Radiotelevisione svizzera на италијанском језику (РСИ) задужен за продукцију. Одабрано место за такмичење је Teatro Kursaal , казино и некадашње позориште које се налази на језеру Лугано. Позориште, које се користило за позоришне и музичке представе, балске плесове и друге представе, затворено је убрзо након последње представе у априлу 1997. пре него што је срушено 2001. како би се направио простор за проширење казина.

## Земље учеснице
На овом првом такмичењу учествовало је седам земаља – Белгија, Француска, Италија, Луксембург, Холандија, Швајцарска и Западна Немачка (на конкурсу идентификована једноставно као „Немачка“). Аустрија и Данска су такође биле заинтересоване за учешће; међутим, емитери из тих земаља су пропустили рок за учешће. Ове две земље, као и Уједињено Краљевство, су преносиле такмичење заједно са земљама учесницама, а британски ББЦ је одлучио да не шаље пријаву за овај догађај у корист организовања сопственог такмичења, Фестивала британских популарних песама. Редослед извођења земаља и песама су уметнички одредили швајцарски емитери, уз допринос и подршку музичких директора из сваке земље.
Две извођачице, Лис Асија из Швајцарске и Мишел Арно из Луксембурга, извеле су обе песме за своје земље. Асија, као и Кори Брокен из Холандије и Фуд Леклерк из Белгије, вратиће се да се такмиче у наредним издањима, те ће се Асија и Брокен вратити 1957. и 1958, а Леклерк 1958, 1960. и 1962.
| Држава     | Емитер  | Извођач              | Песма                           | Језик       | Аутор(и)                             | Кондуктер     |
| ---------- | ------- | -------------------- | ------------------------------- | ----------- | ------------------------------------ | ------------- |
| Белгија    | ИНР     | Фуд Леклер           | Messieurs les noyés de la Seine | француски   | Жан Мирет Роберт Монтал Жак Сеј      | Лео Соурис    |
| Белгија    | ИНР     | Мони Марк            | Le plus beau jour de ma vie     | француски   | Клод Али Давид Бе                    | Лео Соурис    |
| Италија    | Раи     | Франка Рајмонди      | Aprite le finestre              | италијански | Вирђилијо Панзито Пино Пероти        | Ђан Стелари   |
| Италија    | Раи     | Тонина Торијели      | Amami se vuoi                   | италијански | Виторијо Машчерони Марио Панзери [ ] | Ђан Стелари   |
| Луксембург | КЛТ     | Мишел Арно           | Les amants de minuit            | француски   | Кристијан Гитрау                     | Жак Ласри     |
| Луксембург | КЛТ     | Мишел Арно           | Ne crois pas                    | француски   | Пијер Ламбри Симон Лауренсин         | Жак Ласри     |
| Немачка    | НВДР    | Фреди Квин           | So geht das jede Nacht          | немачки     | Петер Месер Лотар Олијас [ ]         | Фернандо Пађи |
| Немачка    | НВДР    | Валтер Андреас Шварц | Im Wartesaal zum großen Glück   | немачки     | Валтер Андреас Шварц                 | Фернандо Пађи |
| Француска  | РТФ     | Мате Алтери          | Le temps perdu                  | француски   | Андре Лоџ Рахел Торнау               | Франк Порсел  |
| Француска  | РТФ     | Дани Доберсон        | Il est là                       | француски   | Симон Валаурис                       | Франк Порсел  |
| Холандија  | НТС     | Кори Брокен          | Voorgoed voorbij                | холандски   | Јели де Врис                         | Фернандо Пађи |
| Холандија  | НТС     | Јети Парл            | De vogels van Holland           | холандски   | Кор Лемаир Ени М. Г. Шмит [ ]        | Фернандо Пађи |
| Швајцарска | СРГ ССР | Лис Асија            | Das alte Karussell              | немачки     | Џорџ Бец-Стахл                       | Фернандо Пађи |
| Швајцарска | СРГ ССР | Лис Асија            | Refrain                         | француски   | Емил Гардаз [ ] Гео Вомард [ ]       | Фернандо Пађи |

## Формат
Подгрупа за планирање, на челу са Едуардом Хасом из SRG SSR, формирана је након потписивања организације догађаја како би се сковала правила такмичења. Узимајући инспирацију из музичког фестивала у Санрему и Међународног фестивала песама у Венецији као основу за планирање новог такмичења, група је направила неколико амандмана и додатака у ова правила како би одговарала својој међународној природи. Предложене идеје, али на крају одбачене током ове фазе планирања, укључивале су да се свака песма по други пут прикаже уз клавирску пратњу уместо оркестралне подршке, као и техничке иницијативе као што је посебан продуцент из сваке земље учеснице укључене у организацију такмичења. Новчана награда за победнике је такође била искључена у овој фази. Правила такмичења су финализована и дистрибуирана члановима ЕБУ почетком 1956. године. Правила детаљно одређују критеријуме за песме и извођаче; детаљи и захтеви производње; рокови за подношење материјала од стране емитера који учествују; начин којим би се одредила победничка песма; детаљи у вези са финансирањем манифестације; и одговорности које сносе емитер домаћин и емитери који учествују.
Према правилима такмичења, свака земља учесница, коју представља једна организација чланица ЕБУ, пријавила је на конкурс највише две песме у трајању од три до три и по минута, које морају бити искључиво оригиналне композиције. Свака организација која учествује имала је искључиво дискреционо право о томе како да одабере своје пријаве за такмичење, али их је ЕБУ снажно охрабрио да одрже своја национална такмичења како би одредили своје представнике. Само соло уметници су имали дозволу да се такмиче. Након извођења свих песама, победника је одредио жири из сваке земље састављен од по два појединца, при чему је сваки појединачни члан тајно оценио сваку песму од једног до десет поена, укључујући и оне које представљају своју државу, при чему су веће оцене дате цењенијим песмама. Жири је пратио такмичење у посебној просторији на истом месту у Лугану преко малог телевизијског екрана, реплицирајући услове што је могуће ближе онима које гледаоци код куће имају гледајући такмичење. Победничка песма била је она која је добила највећи број гласова свих чланова жирија. Чланови жирија из Луксембурга нису могли да присуствују такмичењу у Лугану, а након тога ЕБУ је дозволио двојици швајцарских држављана да гласају уместо њих. Ово би остало једино такмичење у којем би се многа од ових правила користила, а неколико промена је направљено уочи такмичења 1957. године. То је укључивало ограничавање сваке земље на само једну песму, проширење броја извођача којима је дозвољено да учествују за сваку земљу, увођење видљивијег система гласања и ограничавање сваке земље тако да не може да гласа за своју песму.
Франко Мараци је био директор догађаја у име RSI, а Ролф Либерман је надгледао продукцију и разматрање жирија у име ЕБУ-а као извршног супервизора и председника жирија. Сваку песму пратио је оркестар од 24 члана, а чланови Radiosa Orchestra су били допуњени гудачима Симфонијског оркестра италијанског швајцарског радија, којим је председавао музички директор такмичења Фернандо Пађи. Свакој земљи учесници било је дозвољено да допуни оркестар својим музичким директором за наступе своје земље, а музички директор домаћин диригује и за оне земље које нису номиновале свог диригента. Емитери који су учествовали морали су да доставе ЕБУ-у до 10. маја 1956. партитуре за песме које су учествовале за коришћење од стране оркестра, аудио записе за сваку песму која учествује, и копије текстова песама за сваку песму на оригиналном језику, као и преводе на француски или енглески као помоћ члановима жирија и коментаторима. Потврда избора музичког директора сваке земље (ако је другачији од директора домаћина) требало је да буде саопштен организацији између 21. и 24. маја. Пробе на месту такмичења са такмичарима и оркестром почеле су 21. маја 1956.

## Преглед такмичења
Такмичење је одржано 24. маја 1956. са почетком у 21:00 CET (20:00 UTC) са приближним трајањем од 1 сат и 40 минута. Догађај је на италијанском језику водио Лохенгрин Филипело. Ово је и даље једини пут у којем је такмичење водио соло мушки водитељ, и једно од само два такмичења на којима није била водитељка, поред 2017. одржаног 61 годину касније. Поред тога, ово би остало једино такмичење на којем је био мушки водитељ током 22 године, све док 1978. није учествовао мушки и женски дуо.
У паузи између завршног такмичарског чина и проглашења победника, наступили су Les Joyeux Rossignols и Les Trois Ménestrels као забава за публику. По проглашењу резултата, победнички извођач се вратио на сцену ради репризе победничке песме како би се завршило емитовање.
Победничка песма је била Refrain, коју је компоновао Гео Воумард, написао Емил Гардаз, коју изводи Лис Асија као представница земље домаћина Швајцарске. Током репризног извођења победничке песме, Асија је постала емотивна и заборавила текст песме, након чега је захтевала да оркестар песму почне испочетка.
Потпуни резултати такмичења тада нису објављени, а само је победничку песму на крају емисије именовао председник жирија Ролф Либерман; осим тога, ЕБУ није задржао пуну расподелу гласова сваког поротника. Покушаји да се реконструише гласање кроз интервјуе са члановима жирија такође нису успели да открију поуздан резултат. Чланак у италијанским новинама „La Stampa” објављен 25. маја 1956, дан након такмичења, известио је да је победничка песма Швајцарске добила укупно 102 бода, али организатори такмичења то никад нису потврдили.
| #  | Држава‍     | Извођач              | Песма                           |
| -- | ---------- | -------------------- | ------------------------------- |
| 01 | Холандија  | Јети Парл            | De vogels van Holland           |
| 02 | Швајцарска | Лис Асија            | Das alte Karussell              |
| 03 | Белгија    | Фуд Леклерк          | Messieurs les noyés de la Seine |
| 04 | Немачка    | Валтер Андреас Шварц | Im Wartesaal zum großen Glück   |
| 05 | Француска  | Мате Алтери          | Le temps perdu                  |
| 06 | Луксембург | Мишел Арно           | Ne crois pas                    |
| 07 | Италија    | Франка Рајмонди      | Aprite le finestre              |
| 08 | Холандија  | Кори Брокен          | Voorgoed voorbij                |
| 09 | Швајцарска | Лис Асија            | Refrain                         |
| 10 | Белгија    | Мони Марк            | Le plus beau jour de ma vie     |
| 11 | Немачка    | Фреди Квин           | So geht das jede Nacht          |
| 12 | Француска  | Дани Доберсон        | Il est là                       |
| 13 | Луксембург | Мишел Арно           | Les amants de minuit            |
| 14 | Италија    | Тонина Торијели      | Amami se vuoi                   |

## Међународни преноси
Сваки емитер који је учествовао морао је да пренесе такмичење преко својих мрежа. Емитери чланови ЕБУ-а који нису учествовали су такође могли да пренесу такмичење као „пасивни учесници“. Поред телевизијских канала седам емитера који учествују и три пасивна емитера која не учествују, такмичење је такође директно емитовано на седам радио мрежа и снимљено за каснији пренос од још 13 Британски BBC је само делимично преносио догађај уживо, придружио се 45 минута такмичења и приказао само други сет песама из сваке земље. Емитери су могли да пошаљу коментаторе да обезбеде покривање такмичења на свом матерњем језику и да пренесу информације о уметницима и песмама својим телевизијским гледаоцима.
Познато је да не постоји ниједан видео снимак целог такмичења, а једини познати снимци су снимци репризе победничке песме путем журнала и других снимака. Као такво, ово је једно од само два издања такмичења, заједно са такмичењем 1964, од којих нису сачувани видео снимци целог догађаја. Аудио већег дела такмичења је, међутим, преживео, недостаје само део интервалног чина, а покушаји да се пронађу аудио-визуелни материјали у вези са конкурсом дали су неке резултате последњих година, укључујући велику количину фотографија и неке видео снимке које је направио Швајцарски фотограф Винчензо Викари из публике у хали.
| Држава     | Емитер      | Пренос              | Коментатори         | Реф.          |
| ---------- | ----------- | ------------------- | ------------------- | ------------- |
| Белгија    |             |                     | Непознато           | [ 41 ]        |
| Белгија    | NIR         | NIR                 | Непознато           | [ 41 ]        |
| Италија    | Раи         | RAI Televisione     | Франко Мараци       | [ 42 ] [ 43 ] |
| Италија    | Раи         | Secondo Programma   | Франко Мараци       | [ 42 ] [ 43 ] |
| Луксембург |             | Télé-Luxembourg     | Непознато           | [ 44 ]        |
| Немачка    |             | Deutsches Fernsehen | Ирене Кос           | [ 45 ] [ 46 ] |
| Немачка    |             | Radio München       | Непознато           | [ 47 ] [ 48 ] |
| Немачка    |             | Zweites Programm    | Непознато           | [ 49 ]        |
| Немачка    |             | SWF2                | Непознато           | [ 50 ]        |
| Француска  |             |                     | Мишел Ребел         | [ 51 ] [ 52 ] |
| Француска  | Paris-Inter | Непознато           | [ 53 ]              |               |
| Холандија  |             |                     | Пијет те Нујл Млађи | [ 27 ] [ 41 ] |
| Швајцарска | СРГ ССР     |                     | Фриц Шофел          | [ 54 ] [ 55 ] |
| Швајцарска | СРГ ССР     |                     | Рајмонд Колберт     | [ 56 ] [ 57 ] |
| Швајцарска | СРГ ССР     | Radio Beromünster   | Непознато           | [ 58 ]        |
| Швајцарска | СРГ ССР     | Radio Sottens       | Непознато           | [ 56 ]        |
| Швајцарска | СРГ ССР     | Radio Monte Ceneri  | Непознато           | [ 59 ]        |

| Држава               | Емитер           | Пренос                 | Коментатори          | Реф.         |
| -------------------- | ---------------- | ---------------------- | -------------------- | ------------ |
| Аустрија             | ОРФ              |                        | Непознато            | [ 12 ]       |
| Белгијски Конго      |                  | RNB Congo              | Непознато            | [ 60 ]       |
| Данска               | Statsradiofonien | Statsradiofonien TV    | Јенс Фредерик Лаваец | [ 61 ]       |
| Уједињено Краљевство | ББЦ              | BBC Television Service | Вилфрид Томас        | [ 2 ] [ 23 ] |